# Helios
Helios, „Soarele”, era în mitologia greacă o divinitate solară, asemănătoare (uneori identificată) cu Apollo. Aparținea generației preolimpiene: era fiul lui Hyperion și al Theiei și frate cu Selene și cu Eos. Helios, închipuit ca un tânăr frumos și puternic, este zeul care aude și vede totul. Vestit de Aurora, care-l precede, el străbate zilnic bolta cerească pe carul său tras de patru cai iuți. Seara Helios coboară în apele oceanului, unde-și scaldă și-și răcorește caii înfierbântați, el însuși odihnindu-se într-un palat de aur, de unde pornește din nou la drum în ziua următoare. Cu oceanida Perse, Helios are mai mulți copii: Circe, Aeetes regele Colchidei, Pasiphae și Perses. Cu oceanida Clymene, una dintre surorile soției lui, are mai multe fiice. Acestea din urmă îi păzesc faimoasele cirezi de boi din care s-au înfruptat tovarășii lui Odysseus.
În mitologia romană Helios se numea Sol.

## Etimologia numelui
„Numele acesta (helios) ar fi și mai limpede dacă ne-am folosi de cel dorian - căci dorienii îi spun Soarelui halios. Halios s-ar referi, prin urmare, fie la acea acțiune a Soarelui, care de îndată ce răsare îi adună (halízein) pe oameni la un loc, fie la faptul că Soarele se rotește întruna (aeì heilein) în jurul Pămîntului, fie că în mersul lui el pare să împodobească (poikíllei) în culori, toate cele ce se ivesc pe Pămînt. Căci poikíllein și aiolein sînt unul și același lucru.”